# Grand appartement de la reine

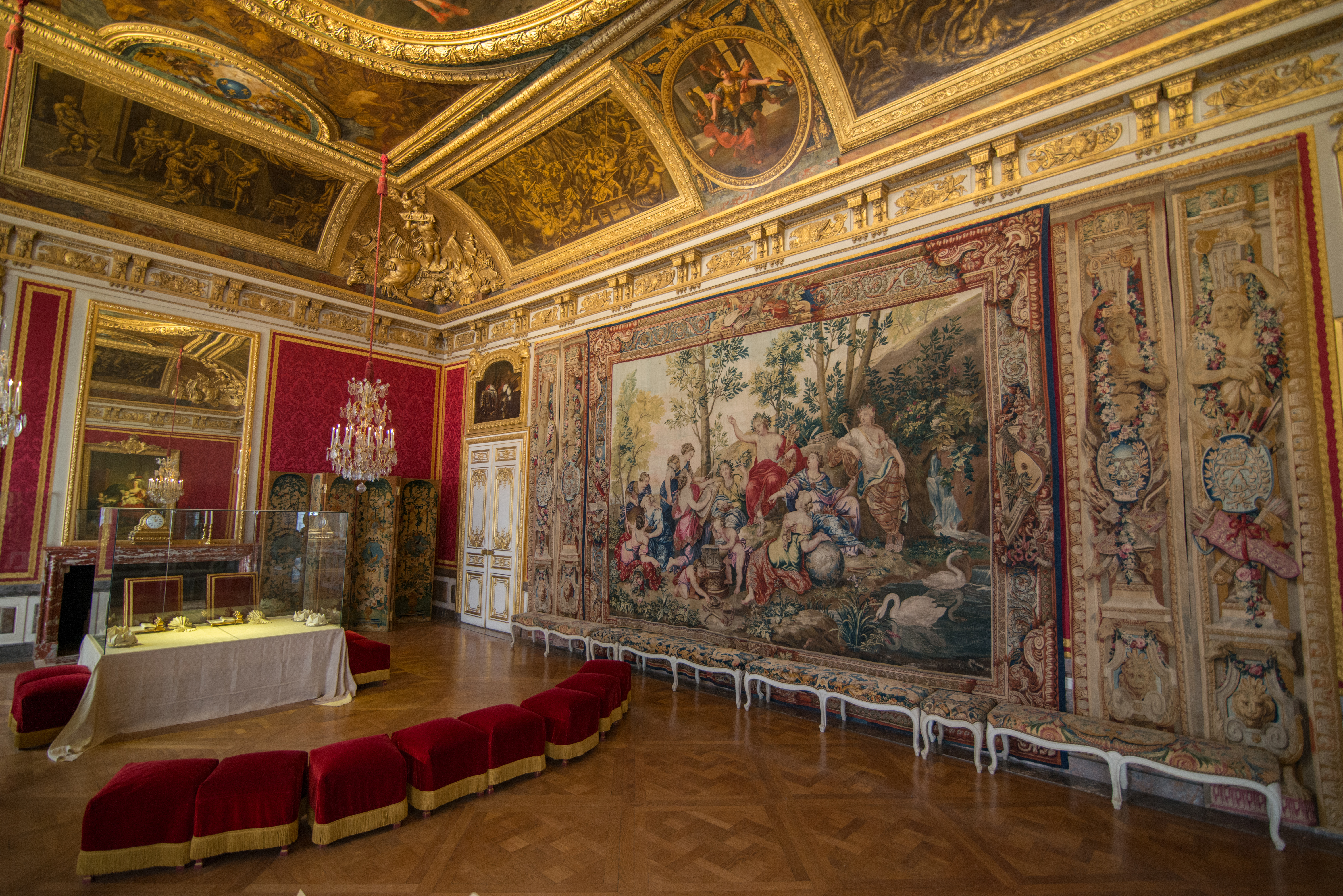
Vue générale de l'antichambre du Grand Couvert.

Le grand appartement de la reine est un ensemble de cinq salons situés au premier étage du corps central du château de Versailles. Ces pièces furent les espaces de réceptions destinés aux souveraines de France Marie-Thérèse, Marie Leszczynska et Marie-Antoinette. Aussi bien pour la duchesse de Bourgogne en tant que dauphine. Ces espaces sont aujourd'hui présentés tels qu'ils étaient sous Marie-Antoinette, lorsqu'elle les quitta le 6 octobre 1789.

## Salle des Gardes

### Histoire
La salle des Gardes de la reine a remplacé en 1676, l'une des chapelles successives du château aménagée en 1672. La construction de la galerie des Glaces a en effet entraîné une modification de la distribution de l'appartement : la chapelle laisse alors la place à un salon, d'abord nommé salon de la Reine, puis salle des Gardes. La précédente salle des gardes devient quant à elle la première antichambre de l'appartement, ou antichambre du Grand Couvert.
La pièce marque l'entrée du grand appartement de la reine qui se prolonge jusqu'au salon de la Paix. Elle servait aux gardes chargés de la protection de la souveraine et était toujours très animée. Au matin du 6 octobre 1789, lorsque les émeutiers commencent à envahir le château, les gardes du corps retranchés dans cette pièce parviennent à résister et protéger Marie-Antoinette, qui se réfugie chez le roi.

### Décor
Contrairement aux autres pièces de l'appartement de la reine, la salle des Gardes est la seule à avoir conservé dans son intégralité sa décoration murale du temps de Louis XIV. Elle est formée de lambris de marbre : blanc de Carrare, Campan vert, Languedoc rouge et noir Antique.
Le plafond a reçu un décor peint par Noël Coypel, provenant de l'ancien Cabinet d'angle (ou de Jupiter) de l'appartement du roi, situé à l'emplacement de l'actuel salon de la Guerre. La composition centrale représente Jupiter parcourant les airs, accompagné de la Justice, l'Abondance et la Piété. Les tableaux des voussures illustrent selon André Félibien : « deux des actions les plus mémorables de la Justice, et deux des actions les plus mémorables de la Piété dont l'Histoire a conservé la mémoire ». Ce sont des allusions aux qualités royales : 
- Voussure sud (au-dessus des fenêtres) : Solon expliquant ses lois aux Athéniens.
- Voussure nord : Alexandre Sévère faisant distribuer du blé au peuple de Rome dans un temps de disette.
- Voussure ouest (au-dessus de la cheminée) : Ptolémée Philadelphe rend la liberté aux Juifs.
- Voussure est : Trajan rendant la justice.

Les écoinçons représentent : La Justice punissante, des Esclaves libérés, le Soulagement de la famine, et La Justice récompensante. Dans les angles des écoinçons, des personnages semblent se pencher ironiquement sur le visiteur.
Deux tableaux de Coypel complètent la décoration et s'inscrivent dans le thème jupitérien du plafond : au-dessus de la cheminée, un Sacrifice fait à Jupiter sur le mont Lycée ; sur le mur en face : Jupiter enfant élevé par des nymphes chez les Corybantes. Les bas-reliefs dorés sont l'œuvre des sculpteurs Le Gros et Massou.

## Antichambre du Grand Couvert

### Histoire
Initialement salle des Gardes de la reine Marie-Thérèse, elle devint la première antichambre de l'appartement de la reine, dite antichambre du Grand Couvert, de par son utilisation par le roi et la reine lors des soupers en public. Louis XIV y soupe tous les soirs avec la reine et la famille royale. Après la mort de la reine Marie-Thérèse en 1683, l'appartement de la souveraine est attribué à la dauphine, Marie-Anne de Bavière, et le roi continue de venir souper chez sa belle-fille. Après la mort de celle-ci en 1690, il préfère désormais souper dans son propre appartement, dans sa première antichambre. 
Du temps de Louis XV, la cérémonie du Grand Couvert prend de nouveau place dans l'appartement de la reine. À la fin de l'Ancien Régime, Louis XVI et Marie-Antoinette ne soupent plus au Grand Couvert que les dimanches et jours de fêtes.

### Décor
Le plafond est entièrement décoré avec des peintures compartimentées par des éléments de stuc doré. À l'origine salle des gardes, la pièce est d'abord dotée d'un plafond central dédié à Mars :
- Voussure sud (au-dessus des fenêtres) : Clélie fuyant avec ses compagnes, par Paillet ; Harpalice délivrant son père, par Vignon.
- Voussure nord : Artémise combattant les Grecs à la bataille de Salamine, par Paillet ; Zénobie combattant contre l'empereur Aurélien, par Paillet.
- Voussure ouest (au-dessus de la cheminée) : Rodogune jure de venger la mort de son époux, par Vignon.
- Voussure est : Hypsicrate suivant son époux Mithridate à la guerre, par Paillet.

Deux camaïeux d'or encadrent le compartiment central et représentent des esclaves enchaînés, allégories de l'Empire et de la Turquie (à l'est) et de l'Espagne et de la Hollande (à l'ouest). Deux tondi sont également placés au centre des voussures nord et sud :
- Au nord : La Fureur et la Guerre devant le temple de Janus, par Paillet.
- Au sud : Bellone, déesse des combats, brûle avec un flambeau le visage de Cybèle et fait fuir l'Amour dans les cieux, par Vignon.

Le panneau du plafond central de Claude-François Vignon, très endommagé, fut détruit en 1814. Il fut alors remplacé par un tableau de Paul Véronèse (Saint Marc couronnant les Vertus théologales), prise de guerre effectuée au palais des Doges de Venise lors de la conquête française de 1797 (aujourd'hui au Louvre). En 1861, on remplace le Véronèse par un carton de tapisserie d'Henri Testelin d'après La Famille de Darius aux pieds d'Alexandre peint par Charles Le Brun en 1661. Quatre dessus-de-porte complètent la décoration dus à Madeleine Boullogne et réalisés en 1673, ils représentent des trophées guerriers.
Les peintures, dorures et stuc du plafond ont été restaurés entre 2008 et 2010. La pièce a été remeublée avec l'aide du décorateur Jacques Garcia dans le souci d'évoquer un grand couvert royal de la fin de l’Ancien Régime. Les murs sont tendus de damas de soie cramoisi encadré par un double galon d'or de style rocaille. 

## Salon des Nobles

### Histoire
Lorsque l'antichambre du Grand Couvert était encore salle des gardes, le salon des Nobles tenait lieu d'unique antichambre pour la reine. Il devient ensuite seconde antichambre de l'appartement, précédant la chambre de la souveraine. C'est ici que la reine ou dauphine donne des audiences et tient son cercle. Le fauteuil de la reine est placé sous un dais au fond de la pièce, face aux fenêtres et entouré de pliants réservés aux dames de la cour.  
Il était d'usage, lorsqu'une reine ou une dauphine mourait au château, d'y exposer sa dépouille quelques jours. Ce futur le cas en février 1712, lorsque survient le décès de la duchesse de Bourgogne. Le cercueil de son mari, mort six jours plus tard, y fut exposé à ses cotés. Cette pièce fut également le cadre de nombreux concerts, insufflés par Marie Leszczynska à partir de 1725. Ainsi, Le célèbre castrat Farinelli s'y produisit devant la cour.  

### Décor
Le plafond est celui qui fut conçu pour la reine Marie-Thérèse et est dû à Michel II Corneille. Comme celui du salon du grand appartement du roi, exactement symétrique au nord, il est consacré au dieu Mercure. Au centre figure Mercure répandant son influence sur les arts et sur les sciences. Les voussures sont ornées chacune d'une composition illustrant de grandes figures féminines de l'Antiquité qui s'illustrèrent dans ces domaines :
- Voussure sud (au-dessus des fenêtres) :  Césicène cultivant la peinture
- Voussure nord : Pénélope travaillant à sa tapisserie
- Voussure ouest (au dessus de la cheminée) : Sapho chantant en s'accompagnant de la lyre
- Voussure est : Aspasie d'entrenenant avec des philosophes

Le sujet des peintures des écoinçons du plafond rappelle les attributions traditionnelles de Mercure : 
- Angle sud-est : La Diligence
- Angle sud-ouest : La Vigilance
- Angle nord-ouest : L’Académie
- Angle nord-est : Le Commerce

Deux dessus-de-porte complètent la décoration. Dus à Jean-Baptiste Regnault, ils sont d'abord exposés au salon de 1785 puis mis en place dans le salon des Nobles :
- Porte ouest : L'origine de la peinture : la jeune corinthienne Dibutade dessinant le profil du berger son amant
- Porte est : L'origine de la sculpture : Pygmalion amoureux de sa statue, priant Vénus de l'animer

La pièce subit de lourdes transformations sous l’impulsion de Marie-Antoinette. En 1785, elle charge Richard Mique de la conduite des travaux. Les murs reçoivent un bas lambris blanc et or et sont tendus de soieries vertes galonnées d'or. La reine fait également poser une cheminée en marbre bleu turquin et commande un nouveau mobilier auprès de Jean-Henri Riesener (commodes et encoignures). Dispersés à la Révolution, la cheminée et les meubles (à l'exception d'une commode non retrouvée) retrouvèrent la pièce dans les années 1960.

## Chambre de la Reine

### Histoire
Bien que chambre à coucher, cette pièce du château est surtout un lieu de mise en scène théâtrale du pouvoir : le coucher de la reine, le lever de la reine, mais aussi le lieu de l'adoption publique des "enfants de France". C'est également ici que la souveraine se fait habiller chaque matin par quelques privilégiées. De chaque côté du lit royal, des portes dissimulées dans la tenture donnent accès à de petits espaces, comme le cabinet de la Méridienne, qui constituent le petit appartement de la reine. On y trouve également des passages discrets qui permettent à la souveraine de se rendre en toute discrétion dans divers espaces du château. 
La chambre était la pièce principale de l'appartement, c'était celle où la reine était le plus souvent. Elle y dormait souvent rejointe par le roi, ce qui explique pourquoi le lit de la souveraine est plus large que celui du souverain. Le matin, elle recevait durant et après sa toilette, ce qui constituait un moment de cour aussi réglementé par l'étiquette que le lever du roi. C'est là encore qu'avaient lieu les accouchements en public : dix-neuf enfants de France y sont nés.

### Décor
Le décor conserve le souvenir des trois reines qui ont occupé la pièce : la division du plafond fut conçue pour Marie-Thérèse, épouse de Louis XIV et les peintures et boiseries furent réalisées pour Marie Leszczynska, épouse de Louis XV. Quant au mobilier et la cheminée, ils sont du temps de Marie-Antoinette, épouse de Louis XVI. Ce furent les seuls éléments de la chambre livrés neufs pour la souveraine.
Comme pour le reste du château, la Révolution française a conduit à ce que la chambre soit entièrement vidée de ses meubles et de son décor. Les pliants et le canapé qui meublent aujourd’hui la pièce furent livrés pour la chambre de la comtesse d'Artois, belle-sœur de la reine. Le textile qui orne les murs fut retissé à l'identique du meuble d'été en place le 6 octobre 1789. Le balustre est une reproduction de celui de la duchesse d’Orléans au Palais-Royal et le lit a été reconstitué à l'identique selon un dessin de Jean-Francois Bony. Quant à la courtepointe du lit, le serre-bijoux, les chenets, l'écran de cheminée et deux des portraits en médaillon, ils sont ceux qu’à connu la reine.

## Salon de la Paix

### Histoire
Tout d’abord cabinet de la reine, la pièce voit le jour lors de la création de la galerie des Glaces, en 1686. Elle fait donc suite à cette même galerie ainsi qu’au salon de la Guerre et termine donc l’enfilade du grand appartement du roi. La pièce est cela dit rapidement intégrée à l’appartement de la reine où elle fait office de salon des jeux. Une cloison est donc installée sur l’arcade donnant sur la galerie des Glaces, fermant ainsi complètement la pièce. Lors de réceptions dans le grand appartement du roi, la cloison pouvait donc aisément être retirée pour réintégrer l'enfilade.  
Marie Leszczynska y organisa bon nombre de concert à partir de 1725. Marie-Antoinette fit à son tour usage de cette pièce. Elle y recevait un cercle d'amis restreint et se livrait à divers jeux d'argent, pourtant interdits à la cour. Ainsi, on raconte qu’elle y perdait des sommes colossales lors de parties de pharaon ou de lansquenet avec son beau-frère le comte d'Artois. Ses pertes étaient souvent rapidement couvertes par le roi. 

### Décor
Les murs sont lambrissés de marbre : des panneaux de marbre de Campan se détachent sur un fond d'arabescato. La cymaise et la plinthe sont en marbre de Sarrancolin.
Le plafond est composé de cinq peintures peintes par Charles Le Brun :
- Peinture centrale : La France donne la paix à l'Europe
- Voussure sud (au-dessus des fenêtres) : L'Espagne accepte la paix
- Voussure nord : L'Europe chrétienne en paix
- Voussure ouest (au-dessus des fenêtres) : L'Allemagne accepte la paix
- Voussure est (au-dessus de la cheminée) : La Hollande accepte la paix

Au-dessus de la cheminée se trouve Louis XV offrant ses deux filles en témoignage de paix à l'Europe, peint par François Lemoyne en 1729. Le jeune souverain, âgé de dix-neuf ans, tend un rameau d'olivier et reçoit ses deux filles jumelles, Louise-Élisabeth et Anne-Henriette, des mains de la Fécondité et de la Piété. Dans le fond, la Discorde s'efforce vainement de rouvrir les portes du temple de Janus. Le tableau fut commandé pour faire pendant au médaillon de stuc d’Antoine Coysevox, installé dans le salon de la Guerre.   
Lorsque la pièce faisait office de salon des jeux, le mobilier était constitué de tables de jeux, d'un tapis, de pliants et d'un écran recouvert d'une tenture assortie à celle de la chambre. Les chenets aujourd'hui présentés dans la pièce sont d'ailleurs ceux qu'a connu Marie-Antoinette. La reine, méprisant le style louis-quatorzien, envisageait de faire remplacer les lambris de marbre par des boiseries et faire couvrir le plafond de Le Brun. La Révolution française empêcha le projet de voir le jour. 

## Articles liés
- Grands appartements du château de Versailles
- Grand appartement du roi